# نوک‌خاری گینه نو
نوک‌خاری گینه نو (نام علمی: Acanthiza murina) نام یک گونه از سرده نوک‌خاری است.